# Free step
O free step é uma dança que consiste em fazer movimentos com as pernas e com os braços sob as batidas da música eletrônica. A dança baseia-se em movimentos elaborados e rápidos, e até inclusão de outros estilos de danças como Melbourne Shuffle, Jumpstyle, C-Walk, Tecktonik, Tutting e Breakdance. Atualmente esta dança ganhou força e é uma das danças de rua mais populares do Brasil. Sabe-se também que o gênero Free Step chegou a vários países do mundo inteiro.

## História
Não se tem evidências de quando o Free Step surgiu, mas videos mais antigos de Rebolation (nome anterior da dança) datam final de 2006. No início era dançado em raves de forma espontânea. Desde então a dança começou a se difundir largamente pelos jovens, usando portais de vídeo da web (como o YouTube, TuTV, etc.) para aprender através de tutoriais e mostrar suas performances.
O nome "Free Step" começou a ser usado no Brasil em 2010, por dançarinos do grupo All Stars Team que postaram um vídeo de Rebolation com o título "Double-T [FREE STEP]". Não era a intenção trocar o nome da dança, mas os admiradores gostaram.
O que contribuiu para o Rebolation ser renomeado para Free Step foi uma música feita pelo grupo de Axé Parangolé em 2009 que se chamava também Rebolation, que fazia com que as pessoas pensassem que Rebolation era rebolar dançando Axé. Com isso aconteciam muitos mal-entendidos com os dancarinos da música eletrônica. O nome "Free Step" acabaria com esta confusão. O grupo Parangolé confessa que usou o nome da dança eletrônica em sua música por causa das visualizações.
O Free Step acabou passando por várias mudança desde o Rebolation dançado nas raves até hoje, agregando movimentos de outras danças e coreografias, sendo difundido principalmente no YouTube. O fato de ter mudado bastante desde o início, faz com que os dançarinos considerem que o Free Step é a evolução do Rebolation ou duas danças diferentes. Atualmente milhões de pessoas dançam Free Step no mundo inteiro.
Hoje há competições chamadas "Meet Up" em que os dançarinos competem entre si, sendo julgados pela inovação, sincronismo, perfeição, e criatividade nas sequências.
Muitas pessoas acreditam que o Rebolation surgiu do Charleston (dança) da década de 1920 por causa da semelhança dos passos. No entanto quando comparamos os vídeos mais antigos de Rebolation, podemos ver que existe muita diferença para o Charleston dance, sendo mais provável que tenha nascido por si só nas raves. Há ainda muitas discussões sobre a origem do Free Step, alguns acreditam também que se originou na Argentina ou na Colômbia.

## Principais movimentos
BaseA base é o principal movimento do Free-Step. Nele cruza-se as pernas para frente, para trás ou para os lados. Normalmente quando utiliza a Base, o dancer tende a movimentar-se na direção para a qual é executada o passo. Com treino desenvolve-se a habilidade de fazer uma Base sem sair do lugar onde está. Com mais treino ainda consegue-se fazer uma Base em qualquer direção que se deseja, mas poucos conseguem esta façanha.
Hand movesOs movimentos de mãos complementam os passos com as pernas, geralmente são inspirados no estilo de dança Tecktonik. Os dancers utilizam-se estes movimentos especialmente nos estilos Joker e Dirty do Free-Step (leia adiante).
KicksOs chutes são usados com muita frequência para incrementar a Base.
SpinsOs spins (giros) também são muito usados e de diferentes formas, tendem a ter um efeito visual mais atraente mas requer mais experiência do dancer para utilizá-los.
CombosSequência de movimentos livres predefinidos, como hand moves, kicks, e spins, podendo até entrar passos de outras danças. Dançarinos em geral criadores do movimento, em 2009, fizeram com que os combos evoluíssem de forma surpreendente, utilizando passos de outras danças como base para criar seus próprios combos. As referências de danças inicialmente eram de C-Walk. Importantíssimo salientar, ainda, que o primeiro dançarino a utilizar passos de outras danças no Free-Step foi Douglas Freitas, integrante do primeiro grupo Extacy's Boys (primeiro grupo de Tenoriio, Wiiu Tex, Leê Ferreira e outros). Ao longo do tempo, dançarinos como Wiiu Tex trouxeram combos com maiores sequencias de joker, e Leê Ferreira trouxe combos com passos incríveis de sua própria autoria, os quais futuramente foram nomeados por David Tenorio (Tenoriio) como Lego-combo.

## Estilos
No Free Step existem diversos estilos, como por exemplo:
Soft StyleConsiste em dançar com a base e os movimentos sem quebras ou misturas. O estilo mais limpo possível de se dançar.
Kick StyleQuando utiliza-se muitos passos diversificados baseados em saltos e chutes, grande parte dos movimentos retirados no estilo de dança Jump Style.
Speed StyleConsiste em movimentos de base acelerados e curtos; rapidez é o foco. Utilizado especialmente em músicas com mais de 130 batidas por minuto onde o espaço de tempo entre um grave e outro é muito curto.
Slide StyleUtiliza passos onde geralmente um pé tende a ficar fixo enquanto o outro é deslizado pelo chão. Que são movimentos do estilo de dança Australiano chamado Melbourne Shuffle.
Joker StyleMovimentos de intenção humorística, com interpretação e musicalidade. Utilizado para fazer o público rir em competições, ridicularizarando seu oponente. Tudo levando-se em conta o espírito esportivo.
Robot StyleUsa movimentos de braços e pernas em estilo robótico, baseado principalmente no estilo Poppin do Street Dance.
Agressive StyleTambém conhecido como Agressive Mode é o mais elaborado das vertentes do Free Step. Utiliza movimentos extremamente fortes e de impacto. Devido a necessidade de mais velocidade e perfeição nos movimentos, é o mais complexo para se dançar. Normalmente apenas dancers medianos e experientes conseguem utiliza-lo pois, além da concentração, exige que o dancer esteja muito auto-confiante. Seu visual é impressionante mas os erros também serão muito visíveis caso aconteçam. É importante ressaltar que não se pode confundir velocidade com agressividade, pois estas são características distintas e que confundem muitos que tentam dançar esse estilo. O Agressive Style, foi criado em meados de 2010, quando o dancer chamado Leê Ferreira (Warley Ferreira) passou a usar base alta, rápida e forte, caracterizando assim um estilo bastante agressivo.